# A New Career in a New Town
A New Career in a New Town è un brano musicale strumentale composto e registrato dal cantautore britannico David Bowie e facente parte del suo album Low del 1977.
Il pezzo venne pubblicato su singolo come B-side del 45 giri Sound and Vision nel febbraio 1977.

## Il brano
Il brano, come molti altri presenti sull'album, è autobiografico. Il titolo, in italiano traducibile letteralmente come "una nuova carriera in una nuova città", riflette la decisione presa da Bowie di trasferirsi dagli Stati Uniti all'Europa. Nonostante il tono dimesso e distante, l'andamento ritmico del pezzo rappresenta una sorta di ottimismo in vista del futuro e della possibilità di ricominciare un'altra volta una nuova vita.
Il brano risente pesantemente dell'impiego dei sintetizzatori e delle tecniche di registrazione di Brian Eno. È inoltre presente un assolo all'armonica a bocca da parte di Bowie, che fa da bizzarro contraltare alle atmosfere "sintetiche" e "futuribili" del pezzo.
La parte di armonica in A New Career in a New Town è stata campionata in I Can't Give Everything Away, traccia finale dell'ultimo album di Bowie prima del decesso, Blackstar, pubblicato nel gennaio 2016.

## Formazione
- David Bowie: Armonica a bocca, pianoforte, Chamberlin
- Brian Eno: Sintetizzatori, pianoforte
- Ricky Gardiner: Chitarra solista
- Carlos Alomar: Chitarra ritmica
- George Murray: Basso
- Dennis Davis: Batteria

## Cover
- Don't Analyze - Loving the Alien: Athens Georgia Salutes David Bowie (1998)
- Joakim & the Disco - Life Beyond Mars: Bowie Covered (2008)